# 高野泰明
高野 泰明（たかの やすあき、1931年（昭和6年）6月20日 - ）は、日本の経営者。三洋電機社長を務めた。鳥取県出身。

## 人物・来歴
1954年に早稲田大学第一法学部を卒業し、三洋電機に入社。
早くから将来を嘱望され、社長の井植歳男から姪を紹介され結婚する。27歳で商品開発を任され、冷蔵庫、扇風機、ミキサーなど当時最先端の電化製品の開発に取り組んだ。また、冷凍流通網を実現するために業務用アイスストッカーを開発して食品問屋に売り込み、大成功を収めた。
1967年7月、36歳で取締役に選任され、1975年1月に常務、1986年2月に専務、同年12月に副社長となる。
1992年12月、井植敏が業績悪化の責任を取って、会長に退いたことを受け、社長に就任する。高野は、就任わずか2年で三洋電機を黒字企業によみがえらせ、中国に合弁会社を作り、現地工場で組み立てた洗濯機、冷蔵庫を欧米に販売するという斬新なビジネスモデルを築き上げた。さらに1997年から翌年には直轄の特命チームを作って、海外の不良在庫や資産評価の洗い出しなど大規模な組織改革を行う準備をした。ところが、敏から社長交代を打診され、1998年6月に副会長に退く。これによって、改革は未達に終わってしまう。